# Ocyptamus fuscipennis
Ocyptamus fuscipennis är en tvåvingeart som först beskrevs av Thomas Say 1823.  Ocyptamus fuscipennis ingår i släktet Ocyptamus och familjen blomflugor. Inga underarter finns listade i Catalogue of Life.